# Oscillation de relaxation
Les oscillations de relaxation sont des oscillations non linéaires, obtenues par augmentation continue d'une contrainte, puis relâchement subit de celle-ci. Lorsque la contrainte devient trop forte, la partie résistante cède brusquement, une partie de l'énergie est évacuée, la contrainte croît à nouveau et le cycle recommence. On peut illustrer cela par un filet d'eau qui remplit un récipient articulé autour d'un axe horizontal. Lorsque le récipient est plein, il devient instable et se vide d'un coup puis revient en place.
Un exemple classique en est l'expérience du vase de Tantale, où la contrainte est le niveau d'eau, qui augmente continûment grâce à l'arrivée d'eau, puis baisse brutalement lorsque le siphon se déclenche.
Parmi les applications on trouve au premier plan le tube fluorescent.
En mécanique, les crissements et grincements sont des oscillations de relaxation.

## Oscillateurs électroniques

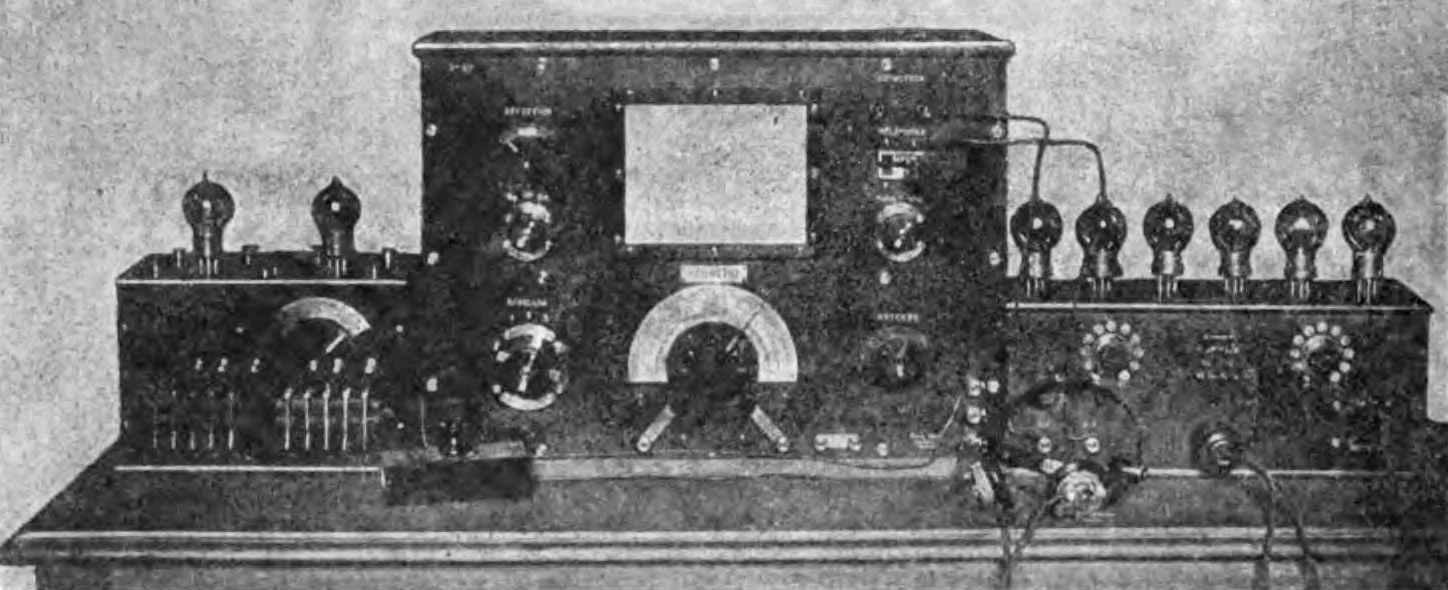
Multivibrateur à lampes Abraham-Bloch (à gauche) : ses fréquences propres permettaient d'étalonner le dipmètre au milieu (Paris, 1920).

En électronique, on peut provoquer des oscillations de relaxation entretenues en chargeant lentement un condensateur. Lorsque la tension à ses bornes atteint une valeur prédéterminée un dispositif provoque sa décharge rapide. Le premier émetteur de Hertz fonctionnait selon ce principe. On peut aussi avoir des oscillations de relaxation non contrôlées dans le cas de claquages.
Le premier circuit oscillant à relaxation, le multivibrateur astable, a été mis au point avec des tubes à lampe par le professeur Henri Abraham et l'ingénieur Eugène Bloch au cours de la Première Guerre mondiale,. L'ingénieur néerlandais van der Pol, qui a été le premier à distinguer les oscillations de relaxation des oscillations harmoniques, a forgé le terme d’ « oscillateur à relaxation », et on lui doit aussi le premier modèle mathématique d'un tel circuit : l’oscillateur de Van der Pol,, (1920). Van der Pol a emprunté la notion de relaxation à la mécanique : la décharge d'un condensateur produit un signal analogue à celui des relaxation de contrainte, à savoir une annulation progressive de la déformation et un retour à l'équilibre.
En électronique, on peut répartir les oscillateurs de relaxation en deux catégories :
- les générateurs de signaux en dents de scie, les générateurs flyback ou à balayage, composés de transistors unijonctions (UJT) : la charge du condensateur est lente et la décharge rapide, presque instantanée. Ainsi, le signal de sortie ne comporte pratiquement qu'une rampe, qui se déroule sur une periode complète. Le signal en tension dans le condensateur est un signal en dents de scie, alors que le signal en courant à travers l'interrupteur se présente comme une succession de courtes impulsions ;
- les multivibrateurs astables: dans ce type de circuit, le temps de décharge du condensateur est d'une durée comparable au temps de charge, car la décharge s'effectue dans une résistance ; le signal de sortie se compose de deux parties : une rampe et une décharge. Le signal en tension dans le condensateur est un signal triangulaire,  alors que le signal en courant à travers l'interrupteur se présente comme un signal carré.